# 豊島郵便局
豊島郵便局（としまゆうびんきょく）は、東京都豊島区にある郵便局。民営化前の分類では集配普通郵便局であった。

## 概要
住所：〒170-8799 東京都豊島区東池袋3-18-1

### 併設施設
- ゆうちょ銀行豊島店（本店豊島出張所）：取扱店番号010140

### 分室
- 巣鴨分室 - 1983年（昭和58年）に廃止。

## 沿革
- 1881年（明治14年）4月 - 小石川巣鴨町一丁目郵便受取所として小石川区に開設。あわせて貯金預所を設置[1]。
- 1882年（明治15年） - 小石川巣鴨町一丁目郵便分局となる。同年11月16日、為替取扱所を設置[1]。
- 1883年（明治16年）5月 - 再び小石川巣鴨町一丁目郵便受取所となる[1]。
- 1888年（明治21年） - 北豊島郡巣鴨町に移転するとともに、巣鴨町郵便受取所に改称[1]。
- 1901年（明治34年）4月6日 - 巣鴨町郵便電信受取所に改称[2]。
- 1904年（明治37年）3月31日 - 巣鴨町郵便電信受取所を廃止[3]、巣鴨郵便局（三等）を設置[4]。
- 1918年（大正7年）10月21日 - 等級を三等から二等に改定[5]。
- 1932年（昭和7年）10月1日 - 豊島郵便局に改称[6]。
- 1940年（昭和15年）11月27日 - 等級を二等から一等に改定[7]。
- 1960年（昭和35年）8月1日 - 豊島区巣鴨三丁目から、同区池袋一丁目に局舎新築、移転。同日、旧局舎に巣鴨分室を設置[8]。
- 1978年（昭和53年）10月30日 - 豊島区東池袋四丁目から同区東池袋三丁目に移転。
- 1983年（昭和58年）4月18日 - 巣鴨分室を廃止。同日、跡地に巣鴨郵便局を設置。
- 1992年（平成4年）8月3日 - 外国通貨の両替および旅行小切手の売買に関する業務取扱を開始。
- 2007年（平成19年）10月1日 - 民営化に伴い、集配業務・ゆうゆう窓口の運営を郵便事業豊島支店に、貯金業務をゆうちょ銀行豊島店に、それぞれ設置・移管。
- 2012年（平成24年）10月1日 - 日本郵便株式会社の発足に伴い、郵便事業豊島支店を豊島郵便局に統合。

## 取扱内容

### 豊島郵便局
- 郵便、印紙、ゆうパック、内容証明
- 生命保険、バイク自賠責保険、自動車保険、がん保険、引受条件緩和型医療保険 - 平日18時まで営業。
- 豊島区内（〒170-xxxx、171-xxxx）の集配業務
- ゆうゆう窓口

### ゆうちょ銀行豊島店
- 貯金、貸付、為替、振替、振込、国際送金、外貨両替、トラベラーズチェック、国債、投資信託、変額年金保険、スルガ銀行の個人ローンの申込 - 平日18時まで営業。
- ATM

## 風景印
- 形は桜の変形印である。
- 図案は『千登世橋』・『都電』・『ススキミミズク』・『ツツジ』
- 使用開始日は1999年（平成11年）11月11日

### 過去の風景印
- 1976年（昭和51年）9月1日 - 1999年（平成11年）11月10日
  - 図案は『千登世橋』・『都電』・『ススキミミズク』

## 周辺
- 豊島区役所
- サンシャイン60
- 帝京平成大学池袋キャンパス

## アクセス
- 都電荒川線 向原停留所から徒歩約8分、東京メトロ有楽町線 東池袋駅から徒歩約9分
- 都営バス 東池袋三丁目停留所下車
- 首都高池袋線 東池袋出入口よりすぐ
- 国道254号（春日通り） 東池袋二丁目交差点を南西に折れてすぐ
- 駐車場あり：5台